# Andreína Pinto
Andreína Pinto Pérez, és una esportista veneçolana de l'especialitat de natació que va ser campiona de Centreamèrica i del Carib a Mayagüez 2010 i sud-americana en Medellín 2010.

## Trajectòria
La trajectòria esportiva d'Andreína Pinto Pérez s'identifica per la seva participació en els següents esdeveniments nacionals i internacionals:

### Olimpíades de Beijing 2008
Andreina Pinto comença la seva trajectòria internacional als 16 anys quan classifica pels Jocs Olímpics de Beijing en 2008 participant en diversos esdeveniments, i un dels més rellevants va ser l'esdeveniment d'aigües obertes, quan la veneçolana sobrenomenada la sirena de Maracay arriba de novè lloc quedant entre les 10 millors atletes del món

### Jocs Sud-americans
Va ser reconegut el seu triomf com a esportista destacada de la selecció de  Veneçuela en els jocs de Medellín 2010.

#### Jocs Sud-americans de Medellín 2010
El seu acompliment en la novena edició dels jocs, es va identificar per ser la centena cinquantena segona esportista amb el major nombre de medalles entre tots els participants de l'esdeveniment, amb un total de 4 medalles:

- , Medalla d'or: Natació Estil Lliure 800m Dones
- , Medalla de plata: Natació Estil Lliure 1500m Dones
- , Medalla de plata: Natació 200m Papallona Dones
- , Medalla de bronze: Natació 4x200m Relleu Lliure Dones

### Jocs Centreamericans i del Carib
Va ser reconegut el seu triomf de ser la tercera esportista amb el major nombre de medalles de la selecció de Plantilla:VEUEN
en els jocs de Mayagüez 2010.

#### Jocs Centreamericans i del Carib de Mayagüez 2010
El seu acompliment en la vintena primera edició dels jocs, es va identificar per ser la novena esportista amb el major nombre de medalles entre tots els participants de l'esdeveniment, amb un total de 6 medalles:

- , Medalla d'or: 200m Lliure
- , Medalla d'or: 400m Lliure
- , Medalla d'or: 4X200m Rellevo
- , Medalla d'or: 800m Lliure
- , Medalla de plata: 1500m Lliure
- , Medalla de bronze: 200m Papallona

### Jocs Olímpics Londres 2012
La nedadora va aconseguir una destacada participació en la competició dels 800m lliures aconseguint el 8è lloc en la competició i obtenint un diploma olímpic, convertint-se en la primera llatinoamericana des de 1968 a arribar a la final d'aquesta categoria. Cal destacar que en les semifinals la nedadora va aconseguir un rècord personal, veneçolà i sud-americà (08:26:43).

### Jocs Olímpics de Rio de Janeiro 2016
Andreina Pinto va ser la sisena veneçolana classificada en els Jocs Olímpics de Rio de Janeiro 2016 i la primera en aquesta disciplina.
Va aconseguir el bitllet a les olimpíades en els 800mts lliures amb un temps de 8:32.94. La sirena veneçolana va participar en aquest Gran Prix en diferents proves, però va ser el diumenge 21 de juny de 2015 que va aconseguir el registre olímpic de 8:32.94 per situar-se en el cinquè lloc d'una competència que va guanyar Lotte Friis (8:25.33), li va seguir Sierra Schmidt (8:28.91) i va acabar en tercera plaça Becca Mann (8:31.55).
Aquests serien els tercers Jocs Olímpics consecutius en els quals participés aquesta atleta